# Relaciones Lituania-México
Las naciones de Lituania y México establecieron relaciones diplomáticas en 1938, sin embargo, las relaciones diplomáticas fueron interrumpidas con la anexión de Lituania por la Unión Soviética. En 1991, ambas naciones restablecieron relaciones diplomáticas.
Ambas naciones son miembros de las Naciones Unidas y la Organización para la Cooperación y el Desarrollo Económicos.

## Historia
Los primeros contactos entre Lituania y México se produjo con la inmigración de más de 700 judíos lituanos a México entre 1900–1950. Como resultado, la Sinagoga Justo Sierra 71 en la Ciudad de México fue creada para replicar la destruida Sinagoga Shavel en Šiauliai, Lituania.
En 1918, Lituania obtuvo su independencia después de la Primera Guerra Mundial y después de 123 años como parte del Imperio ruso. El 5 de mayo de 1921, México reconoció la independencia de Lituania. Ambas naciones establecieron relaciones diplomáticas el 31 de mayo de 1938 en Washington D. C. después de la firma de un Tratado de Amistad. Durante la Segunda Guerra Mundial, Lituania fue ocupada tanto por Alemania nazi como la Unión Soviética y después de la guerra, Lituania fue anexada a la fuerza por la Unión Soviética en 1944. México fue uno de los pocos naciones para condenar y no reconocer la anexión soviética de Lituania.
En marzo de 1990, Lituania obtuvo su independencia después de la Disolución de la Unión Soviética. México reconoció la independencia y restableció las relaciones diplomáticas con Lituania el 5 de noviembre de 1991. Desde entonces, México ha sido acreditado ante Lituania por su embajada en Estocolmo, Suecia, y Lituania ha sido acreditado ante México por su embajada en Washington D. C., Estados Unidos.
En enero de 2002, el presidente Valdas Adamkus se convirtió en el primer jefe de Estado lituano en realizar una visita oficial a México y estuvo acompañado por el ministro de Relaciones Exteriores Antanas Valionis. Durante la visita del presidente Adamkus, se reunió con el presidente mexicano Vicente Fox. El propósito de la visita fue promover el diálogo político y la cooperación al más alto nivel. En junio de 2002, se celebró la primera reunión de la consulta política bilateral lituano-mexicana en Vilna, copresidida por el Secretario de Estado lituano del Ministerio de Relaciones Exteriores, Evaldas Ignatavičius y el subsecretario de Relaciones Exteriores de México, Miguel Marín Bosch. En febrero de 2003, México abrió un consulado honorario en Vilna. En 2004, el presidente lituano Arturas Paulauskas viajó a Guadalajara, México para asistir la III Cumbre América Latina, el Caribe y la Unión Europea. En 2008, el presidente Adamkus regresó en una segunda visita a México y se reunió con el presidente mexicano Felipe Calderón.
En 2009, la secretaria de Relaciones Exteriores de México Patricia Espinosa y la ministra de Relaciones Exteriores de Lituania Vygaudas Ušackas se reunieron durante la 119° sesión del Comité de Ministros del Consejo de Europa celebrada en Madrid, España, para establecer un proyecto de intercambio diplomático con el fin de compartir conocimientos sobre América Latina, con vistas a la Presidencia del Consejo de la Unión Europea de Lituania en 2013.
En 2018, se llevaron a cabo celebraciones en la Ciudad de México para celebrar el centenario de la independencia de Lituania a la que asistió el embajador de Lituania acreditado ante México y residente en los Estados Unidos y miembros de la comunidad lituana-mexicana.
En 2023, ambas naciones celebraron 85 años de relaciones diplomáticas. En junio de 2024, Claudia Sheinbaum fue elegida como Presidenta de México. Sus abuelos paternos emigraron a México desde Lituania en la década de 1920.

## Visitas de alto nivel
Visitas de alto nivel de Lituania a México
- Presidente Valdas Adamkus (2002 y 2008)
- Ministro de Relaciones Exteriores Antanas Valionis (2002)
- Presidente Arturas Paulauskas (2004)
- Viceministro de Relaciones Exteriores Oskaras Jusys (2008)

Visitas de alto nivel de México a Lituania
- Subsecretario de Relaciones Exteriores Miguel Marín Bosch (2002)
- Subsecretaria de Relaciones Exteriores Lourdes Aranda Bezaury (2012)

## Acuerdos Bilaterales
Ambas naciones han firmado varios acuerdos bilaterales, como el Tratado de Amistad (1938); Acuerdo de Cooperación en los Campos de Educación, Cultura, Arte y Deporte (2002); Acuerdo para la Supresión de Visas en Pasaportes Diplomáticos y Oficiales (2002) y un Acuerdo para Prevenir la Doble Tributación y Evitar la Evasión Fiscal en el Área del Impuesto sobre la Renta y su Protocolo (2012).

## Comercio
En 1997, México firmó un Acuerdo de Libre Comercio con la Unión Europea (que incluye a Lituania). En 2023, el comercio entre Lituania y México ascendió a $111.5 millones de USD. Las principales exportaciones de Lituania a México incluyen: trigo, maquinaria y aparatos mecánicos, piezas y accesorios para vehículos de motor, queso y cuajada, turba y madera. Las principales exportaciones de México a Lituania incluyen: turborreactores y otras turbinas de gas, tableros y consolas eléctricas, productos químicos, instrumentos médicos, pimienta y pescado.

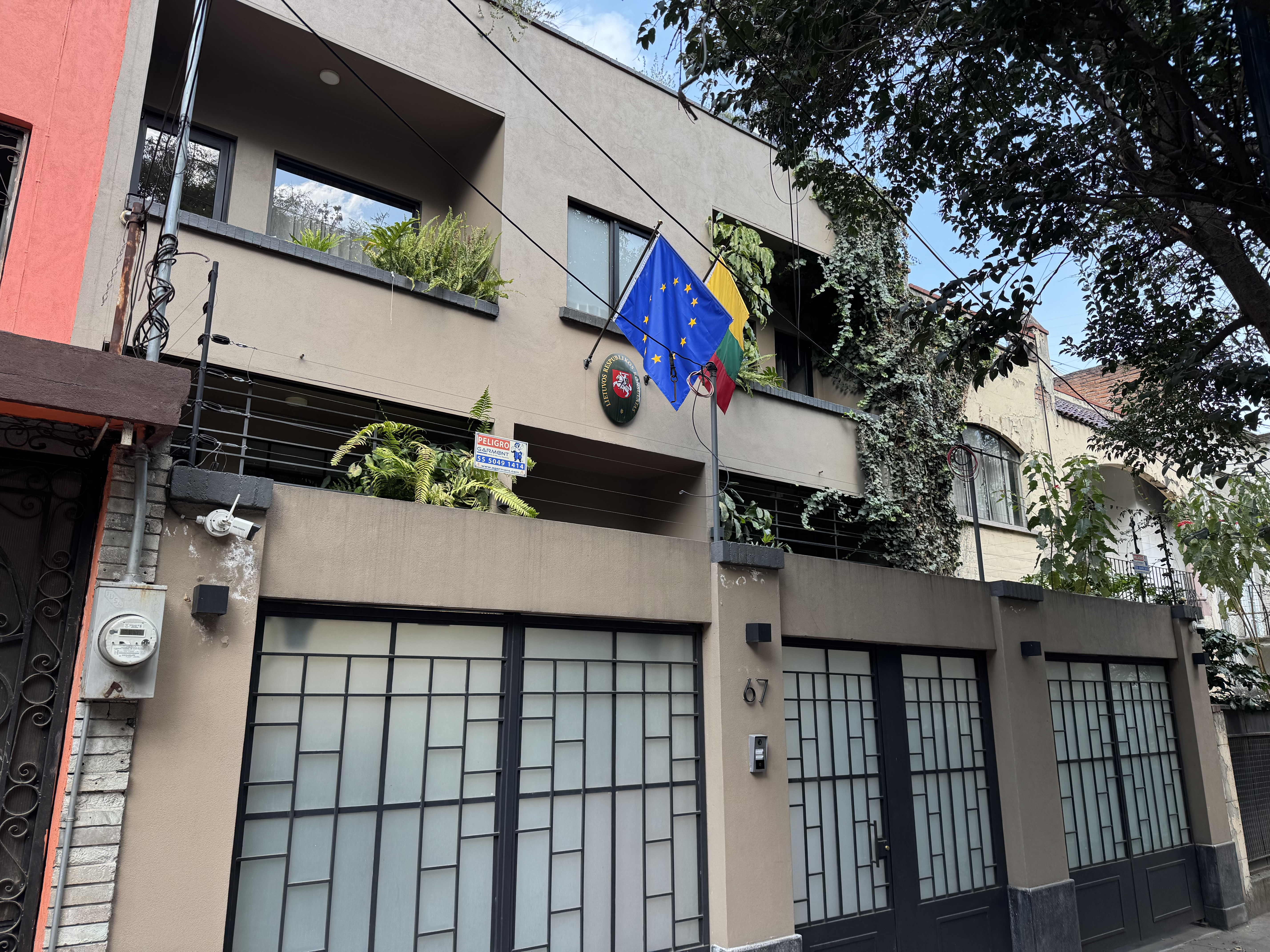
Consulado Honorario de Lituania en Ciudad de México

## Misiones diplomáticas
- Lituania está acreditado ante México a través de su embajada con sede en Washington D. C., Estados Unidos y tiene un consulado honorario en la Ciudad de México.[12]
- México está acreditado ante Lituania a través de su embajada en Estocolmo, Suecia y tiene un consulado honorario en Vilna.[13]